# Epsilon Ceti
Epsilon Ceti (83 Ceti) é uma estrela na direção da constelação de Cetus. Possui uma ascensão reta de 02h 39m 33.73s e uma declinação de −11° 52′ 17.7″. Sua magnitude aparente é igual a 4.83. Considerando sua distância de 88 anos-luz em relação à Terra, sua magnitude absoluta é igual a 2.67. Pertence à classe espectral F5V.